# 한국딸기생산자대표조직
한국딸기생산자대표조직은 딸기의 자조금 조성 및 운용을 통한 수급조절 및 소비촉진 홍보 등 목적으로 2006년 8월 25일 설립된 대한민국 농림수산식품부 소관의 사단법인이다. 사무실은 서울특별시 중구 순화동 215번지 바비엥Ⅲ 5층 / 서울시 중구 통일로 86 <순화동 바비엥>에 있다.

## 주요 사업
- 소비촉진 홍보(TV 홍보, 버스광고, 지하철 홍보방송 등)
- 교육사업(전국순회 집합교육, 해당농협 자체 교육 등)
- 시장개척 사업(수도권 딸기 특판전, 해당농협별 자체 소비지판매장 특판 행사 등)
- 운영관리(사무소 운영관리비 등)